# Історія хімії

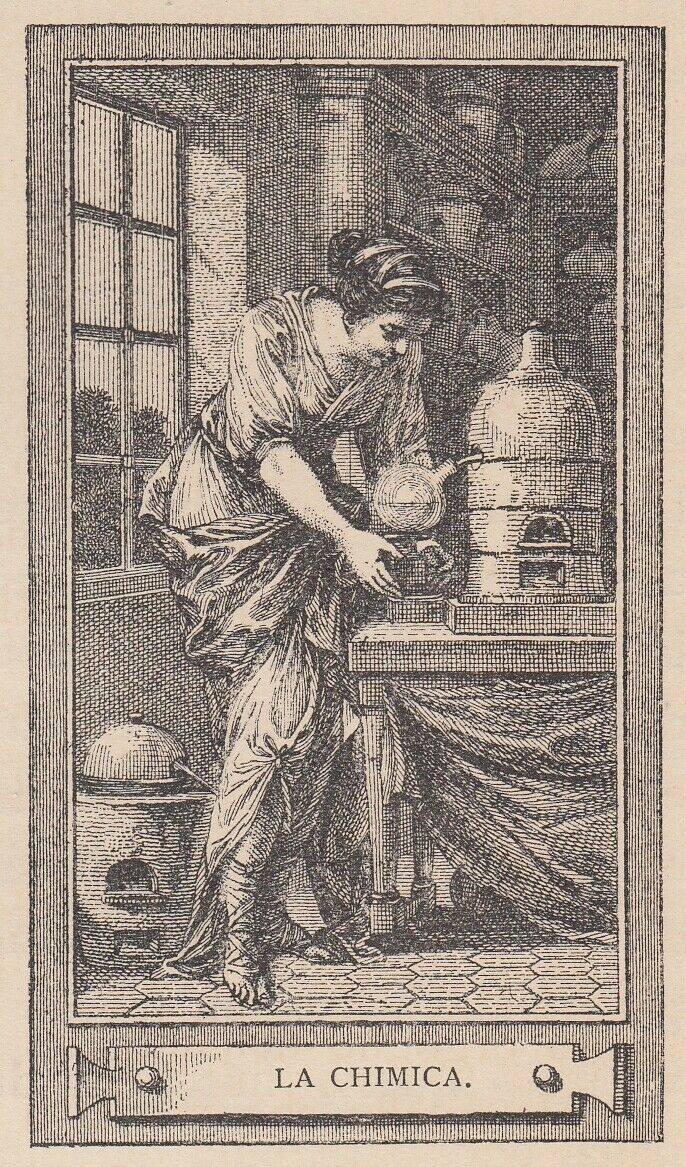
Алегорія хімії (1890)

Істо́рія хі́мії вивчає і описує складний процес накопичення специфічних знань, що належать до вивчення властивостей і перетворень речовин. Її можна розглядати як прикордонну область знання, яка зв'язує явища і процеси, що належать до розвитку хімії, з історією людського суспільства. Історію хімії прийнято підрозділяти на декілька періодів; при цьому слід враховувати, що ця періодизація є достатньо умовною і відносною, має швидше дидактичний зміст.

## Хімія в давнину
Хімія, як наука про склад речовин і їх перетворення, почалася з відкриття людиною здатності вогню змінювати природні матеріали. Люди уміли виплавляти мідь і бронзу, обпалювати глиняні вироби, отримувати скло ще за 4000 років до н. е. З VII ст. до н. е. Єгипет і Межиріччя стали центрами виробництва барвників; там же отримували в чистому вигляді золото, срібло і інші метали. Приблизно з 1500 до 350 рр. до н. е. для виробництва барвників використали перегонку, а метали виплавляли з руд, змішуючи їх з деревним вугіллям і продуваючи через суміш, що горить, повітря. Самим процедурам перетворення природних матеріалів давали містичне значення.

### Грецька натурфілософія
Міфологічні ідеї проникли в Стародавню Грецію через Фалеса Мілетського (бл. 625—547 до н. е.), який постійно зводив все різноманіття явищ і речей до єдиної першостихії — води. Однак грецьких філософів цікавили не способи отримання речовин і їх практичне використання, а головним чином суть виникаючих у світі процесів. Так, давньогрецький філософ Анаксімен (585—525 до н. е.) стверджував, що першооснова Всесвіту — повітря: при розрідженні повітря перетворюється на вогонь, а у міру згущення стає водою, потім землею і, нарешті, каменем. Геракліт Ефесський (кін. 6 — поч. 5 віків. до н. е.) намагався пояснити явища природи, визначивши вогонь п'ятим елементом.

### Чотири першоелементи

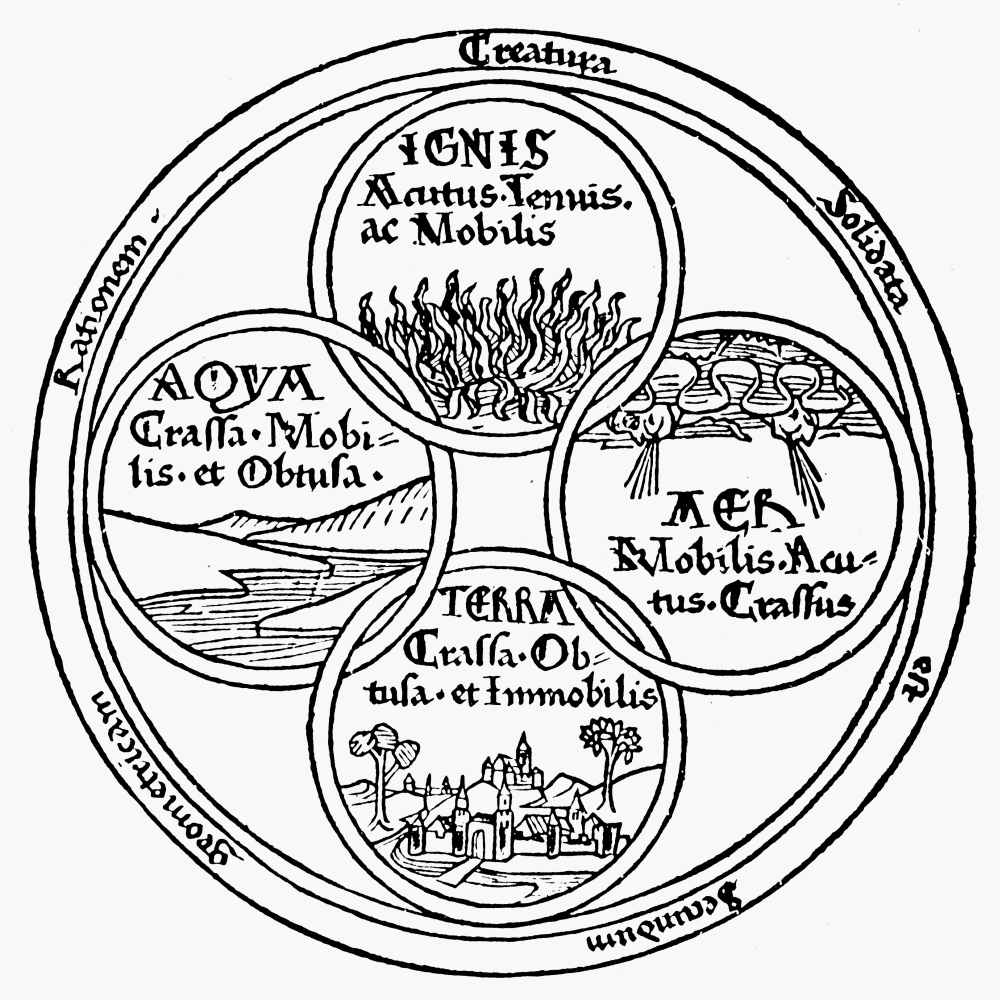
Чотири елементи у поемі «Про природу речей»

Ці уявлення були об'єднані в натурфілософії Емпедокла (490—430 до н. е.) творця теорії чотирьох початків світобудови. У різних варіантах його теорія володарювала більш двох тисячоліть. Згідно з Емпедоклом, усі матеріальні об'єкти утворяться при з'єднанні вічних і незмінних елементів-стихій: води, повітря, землі і вогню під дією космічних сил любові (тяжіння) і ненависті (відштовхування). Теорію елементів Емпедокла прийняли і розвинули спочатку Платон (427—347 р. до н. е.), що уточнив, що нематеріальні сили добра і зла можуть перетворювати ці елементи один в іншій, а потім Аристотель (384—322 р. до н. е.). За Аристотелем, елементи-стихії — це не матеріальні субстанції, а носії певних якостей: тепла, холоду, сухості і вогкості. Цей погляд трансформувався в ідею чотирьох «соків» Галена (129—200 н. е.) і панував у науці аж до XVII ст.
Іншим важливим питанням, яким займалися грецькі натурфілософи, було питання про подільність матерії. Родоначальниками концепції, що отримала згодом назву «атомістичної», були Левкіпп (бл. 500—440 р. до н. е.), його учень Демокріт (бл. 470—360 р. до н. е.) і Епікур (бл. 342—270 р. до н. е.). Згідно з їхнім вченням, існують тільки пустота і атоми — неподільні матеріальні елементи, вічні, незруйновані, непроникні, що розрізнюються формою, положенням в просторі і величиною; з їх «вихору» утворяться всі тіла. Атомістична теорія залишалася непопулярною протягом двох тисячоліть після Демокріта, але не зникла повністю. Одним з її прихильників став давньогрецький поет Тіт Лукрецій Кар (95—55 р. до н. е.), що виклав погляди Демокріта і Епікура в поемі «Про природу речей» (лат. De Rerum Natura).

## Алхімічний період: III—XVIIст

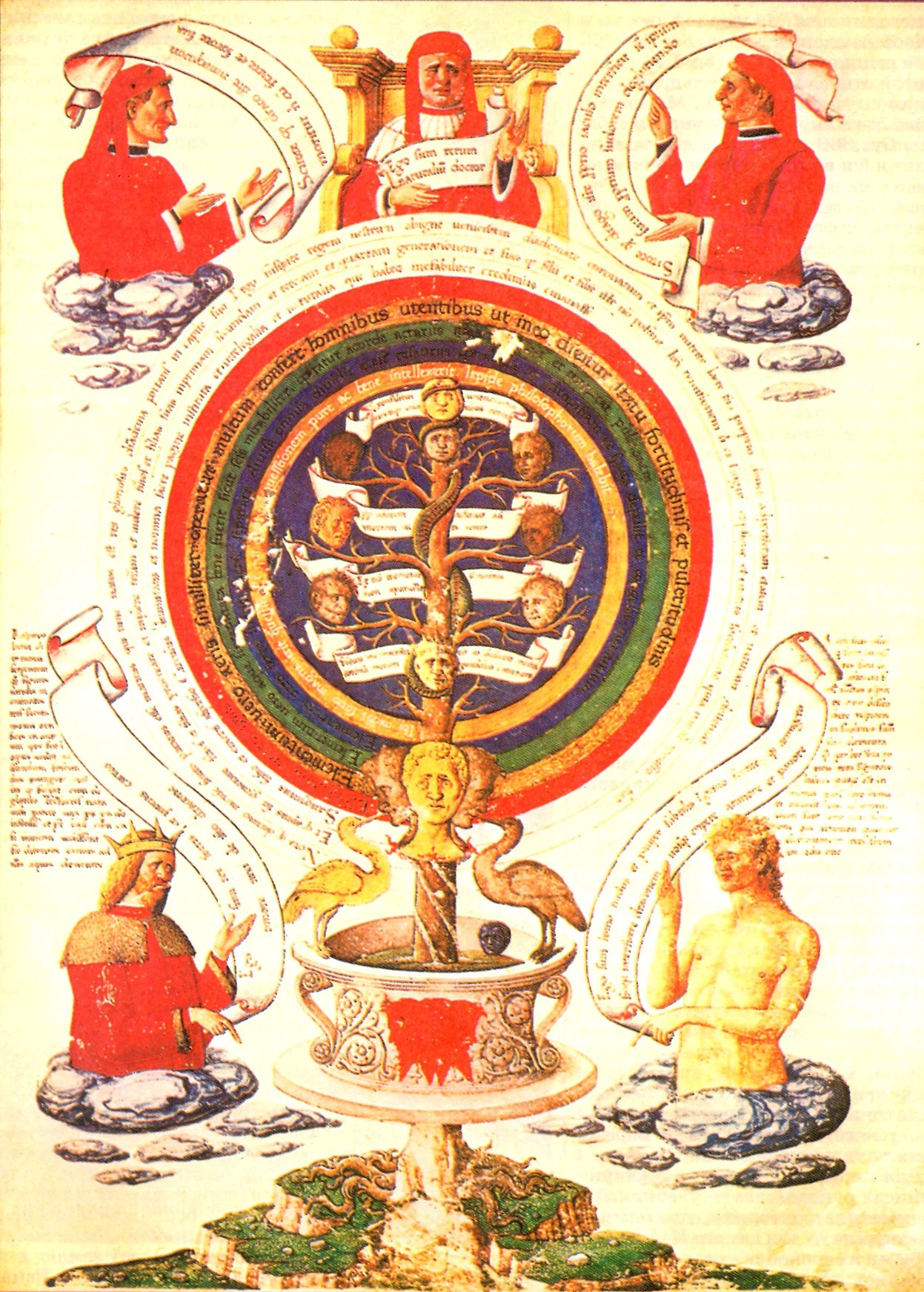
Сторінка алхімічного трактату Раймунда Луллія (XVI ст.)

Дещо пізніше Греції та Риму хімія досягла значного розвитку в арабів. Араби почали називати хімію алхімією.
Алхімія — мистецтво вдосконалення речовини через перетворення металів у золото і вдосконалення людини шляхом створення еліксиру життя. Прагнучи до досягнення найпривабливішої для них мети — створення незліченних багатств, алхіміки розв'язали багато практичних задач, відкрили багато нових процесів, спостерігали різноманітні реакції, сприяючи становленню нової науки хімії.
Алхімічний період, у свою чергу, поділяється на три підперіоди: олександрійську (греко-єгипетську), арабську і європейську алхімію.

### Елліністичний період

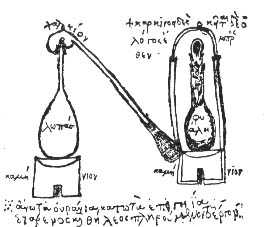
Амбіх, кукурбіт та реторта Зосімоса з Панополіса

Колискою алхімії був Єгипет. Єгиптяни блискуче володіли прикладною хімією, яка, однак, не була виділена в самостійну галузь науки, а входила в «священне таємне мистецтво» жреців. Особливо бурхливого розквіту алхімія досягла в 100—300 р. н. е. в Александрії.
Приблизно в 300 р. н. е. єгиптянин Зосим написав енциклопедію з 28 книг, що охоплювали всі знання з алхімії за попередні 5-6 ст., зокрема відомості про взаємоперетворення (трансмутація) речовин.

### Алхімія в арабському світі
Завоювавши Єгипет у VII ст., араби засвоїли грецьку культуру, що зберігалася протягом віків александрійською школою. Наслідуючи давнім володарям, халіфи почали підтримувати науку, і у VII—IX ст. з'явилися перші хіміки.

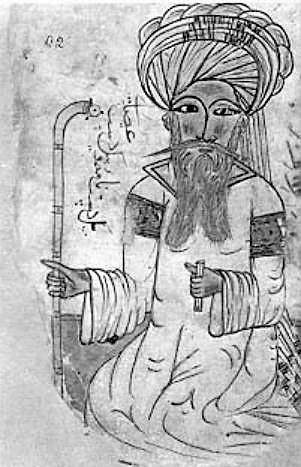
Авіценна (1271)

Найбільш талановитим і прославленим арабським алхіміком був Джабір ібн Хайян (кінець VIII ст.), який пізніше став відомим в Європі під іменем Гебер. Джабір вважав, що сірка і ртуть є двома протилежними початками, з яких утворюються сім інших металів; важче від усього утворюється золото: для цього потрібна особлива речовина, яку греки називали xerion, «сухий», а араби змінили на al-iksir (так з'явилося слово «еліксир»). Еліксир повинен був володіти і іншими чудовими властивостями: виліковувати від всіх хвороб і давати безсмертя. Інший арабський алхімік, Ар-Разі (бл. 865—925) (в Європі відомий під ім'ям Разес) займався також медициною. Так, він описав методику приготування гіпсу і способу накладення пов'язки на місце перелому. Однак найвідомішим лікарем був бухарець Ібн-Сіна (бл. 980−1037), відомий також під ім'ям Авіценна. Його твори стали настільними книгами для лікарів протягом багатьох віків.

### Алхімія в Західній Європі

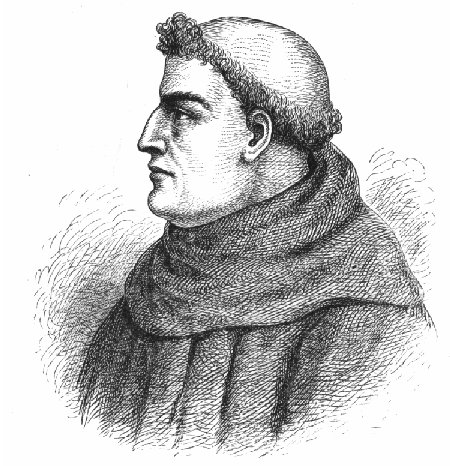
Роджер Бекон

Наукові переконання арабів проникли в середньовічну Європу у 12 ст. через Північну Африку, Сицилію і Іспанію. Роботи арабських алхіміків були перекладені латинською, а потім і іншими європейськими мовами. Спочатку алхімія в Європі спиралася на роботи таких корифеїв, як Джабір, але через три сторіччя знову з'явився інтерес до вчення Аристотеля, особливо в працях німецького філософа і теолога-домініканця, що став згодом єпископом і професором Паризького університету, Альберта Великого (бл. 1200—1280) і його учня
Фоми Аквінського. Переконаний в сумісності грецької і арабської науки з християнською доктриною, Альберт Великий сприяв введенню їх в схоластичні курси навчання. 1250 року філософія Аристотеля була введена в курс викладання в Паризькому університеті.
Алхімічними проблемами цікавився і англійський філософ і дослідник, чернець-францисканець Роджер Бекон (1214—1294), який передбачив багато подальших відкриттів; він вивчав властивості селітри і багатьох інших речовин, знайшов спосіб виготовлення чорного пороху. Серед інших європейських алхіміків потрібно згадати Арнальдо де Віланова (1235—1313), Раймунда Луллія (1235—1313), Василія Валентина (німецького ченця XV—XVII ст.).

### Досягнення алхімії
Розвиток ремесел і торгівлі, піднесення міст в Західній Європі 12—13 ст. супроводжувалися розвитком науки і появою промисловості. Рецепти алхіміків використовувалися в таких технологічних процесах, як обробка металів. У ці роки починаються систематичні пошуки способів отримання і ідентифікації нових речовин. З'являються рецепти виробництва спирту і удосконалення процесу його перегонки. Найважливішим досягненням було відкриття сильних кислот: сірчаної, азотної. Тепер європейські хіміки змогли здійснити багато нових реакцій і отримати такі речовини, як купорос, солі сірчаної, азотної, і соляної кислот. Послугами алхіміків, які нерідко були майстерними лікарями, користувалося вища знать. Вважалося також, що алхіміки володіють таємною силою — перетворення металу в золото.
До кінця 14 ст. інтерес алхіміків до перетворення одних речовин в інші поступився місцем інтересу до виробництва міді, латуні, оцту, оливкової олії і різних ліків. У 15—16 ст. досвід алхіміків все частіше використовувався в гірництві і медицині.

## Зародження сучасної хімії
Кінець Середньовіччя відмічений поступовим відходом від окультизму, спадом інтересу до алхімії і поширенням механістичного погляду на устрій природи.

### Ятрохімія

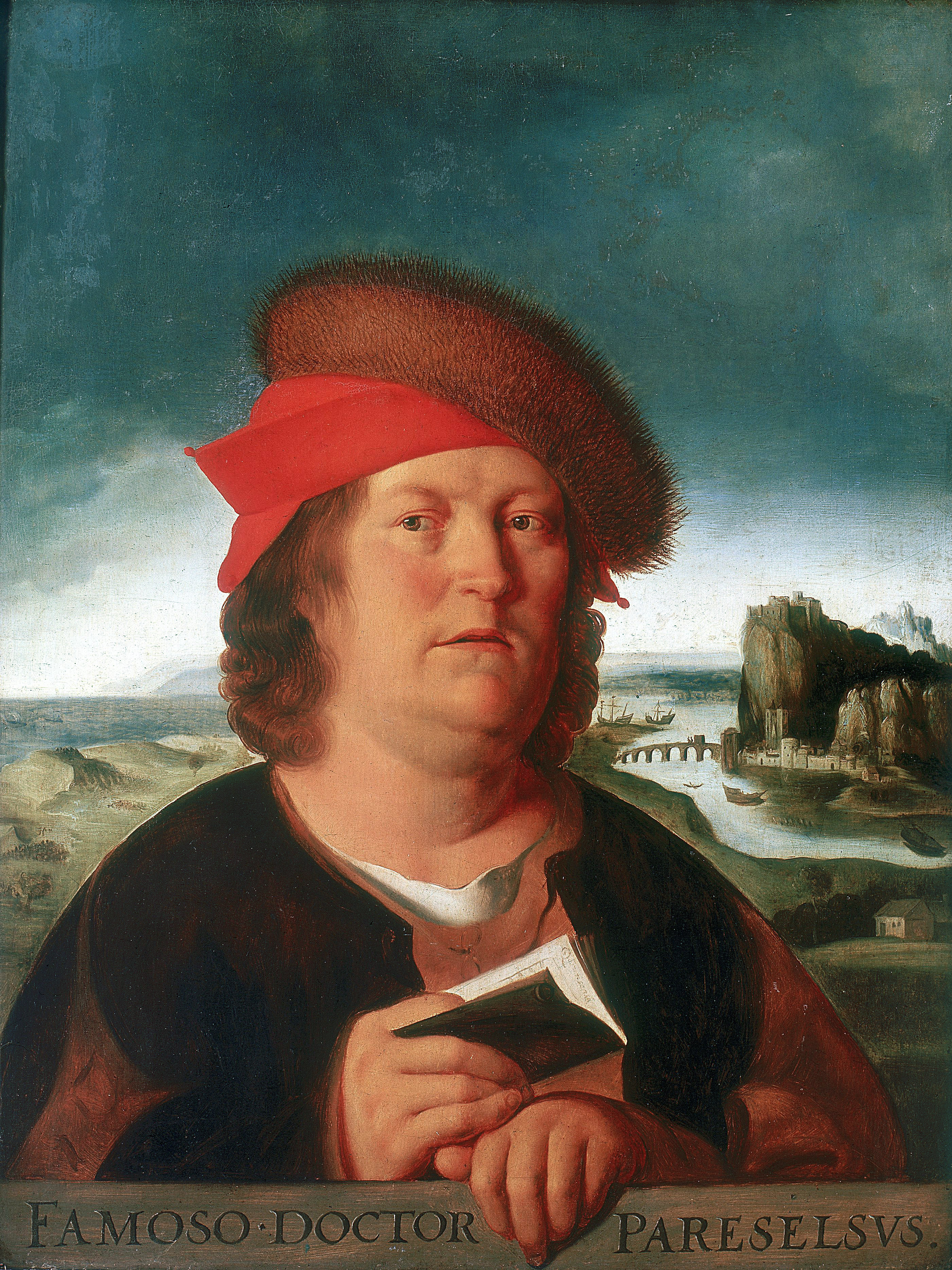
Парацельс

Абсолютно інших поглядів, щодо алхімії дотримувався Парацельс (1493—1541). Під таким ім'ям («перевершуючий Цельса») увійшов в історію швейцарський лікар Пилип фон Гогенгейм. Парацельс, як і Авіценна, вважав, що основне завдання алхімії не пошуки способів отримання золота, а виготовлення лікарських засобів. Він запозичав з алхімічного вчення те, що існують три основні частини матерії ртуть, сірка, сіль, яким відповідають властивості летучості, горючості і твердості. Ці три елементи складають основу макрокосму (Всесвіту) і пов'язані з мікрокосмом (людиною), утвореним духом, душею і тілом. Переходячи до визначення причин хвороб, Парацельс стверджував, що гарячка і мор відбуваються від надлишку в організмі сірки, при надлишку ртуті наступає параліч тощо. Принцип, якого дотримувалися всі ятрохіміки, полягав в тому, що медицина це справа хімії, і все залежить від здатності лікаря виділяти чисті речовини з нечистих субстанцій. У рамках цієї схеми всі функції організму зводилися до хімічних процесів, і завдання алхіміка полягало в знаходженні і приготуванні хімічних речовин для медичних потреб.
Основними представниками ятрохімічного напряму були Ян Баптиста ван Гельмонт (1577—1644), за професією лікар; Франциск Сильвій (1614—1672), що користувався, як медик, великою славою і усунув з ятрохімічного вчення духовні впливи; Андреас Лібавій (близько 1550—1616), лікар з Ротенбурга. Їхні дослідження багато в чому сприяли формуванню хімії як самостійної науки.

### Механістична філософія
З зменшенням впливу ятрохімії натурфілософи знову звернулися до вчень стародавніх про природу. На перший план у XVII ст. вийшли атомістичні переконання. Одним з найвидніших вчених авторів нової теорії був філософ і математик Рене Декарт (1596—1650). Свої погляди він виклав у 1637 у творі «Міркування про метод». Декарт вважав, що всі тіла «складаються з численних дрібних часток різної форми і розмірів,… які не настільки точно прилягають один до одного, щоб навколо них не залишалося проміжків; ці проміжки не пусті, а наповнені… розрідженою матерією». Свої «маленькі частинки» Декарт не вважав атомами, тобто неподільними; він стояв на точці зору нескінченної подільності матерії і заперечував існування пустоти.
Одним з найвидніших противників Декарта був французький фізик і філософ П'єр Гассенді (1592—1655). Атомістика Гассенді була по суті переказом вчення Епікура, однак, на відміну від останнього, Гассенді визнавав створення атомів Богом; він вважав, що Бог створив певне число неподільних і непроникних атомів, з яких і складаються всі тіла; між атомами повинна бути абсолютна пустота.

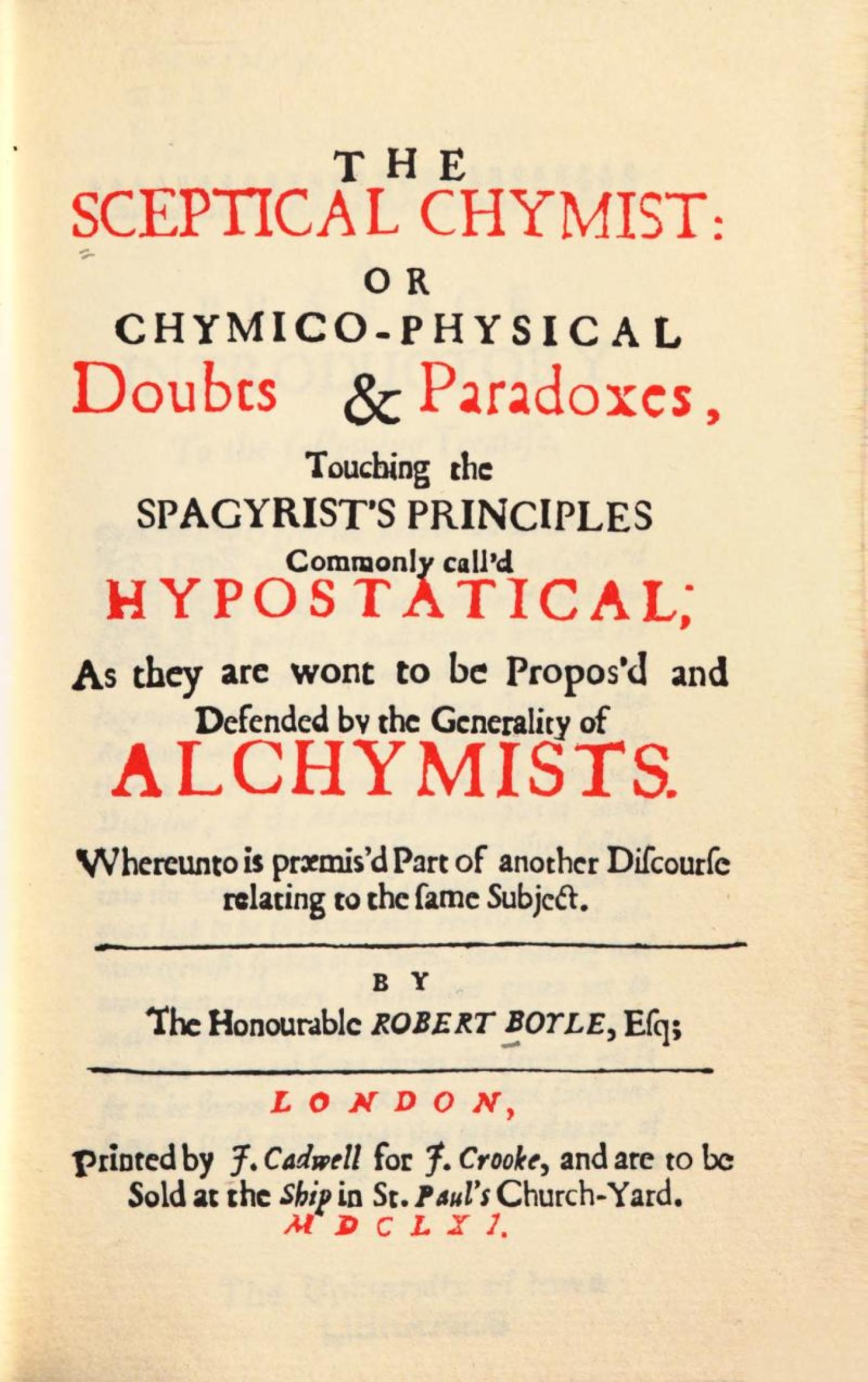
Праця Бойля «» (1661)

У розвитку хімії 17 ст. особлива роль належить ірландському вченому Роберту Бойлю (1627−1691). Бувши прихильником експериментального підходу до визначення хімічних елементів (який зрештою і був прийнятий), він не знав про існування реальних елементів, хоч один з них — фосфор — ледве не відкрив сам. Звичайно, Бойлю приписують заслугу введення в хімію терміну «аналіз». У своїх дослідах з якісного аналізу він застосовував різні індикатори, ввів поняття хімічної спорідненості. Спираючись на праці Галілео Галілея (1564—1642) і Еванджеліста Торрічеллі (1608—1647), а також Отто фон Ґеріке (1602—1686), що демонстрував в 1654 «магдебурзькі півкулі», Бойль описав сконструйований ним повітряний насос і досліди з визначення пружності повітря за допомогою U-подібної трубки. Внаслідок цих дослідів був сформульований відомий закон про зворотну пропорційність об'єму і тиску повітря. У 1668 Бойль став дійсним членом щойно організованого Лондонського королівського товариства, а в 1680 був обраний його президентом.

### Технічна хімія
Наукові успіхи і відкриття не могли не вплинути на технічну хімію, елементи якої можна знайти у XVII—XVII ст. У середині XV ст. була розроблена технологія повітродувних сурм. Потреби військової промисловості стимулювали роботи з удосконалення технології виробництва пороху. Протягом XVI ст. подвоїлося виробництво золота і удев'ятеро зросло виробництво срібла. Виходять фундаментальні праці з виробництва металів і різних матеріалів, що використовуються в будівництві, при виготовленні скла, фарбуванні тканин, для збереження харчових продуктів. З розширенням споживання спиртних напоїв удосконалюються методи перегонки, конструюються нові перегінні апарати. З'являються численні виробничі лабораторії, передусім металургійні. Серед хіміків-технологів того часу можна згадати Ванноччо Бірінгуччо (1480—1539), чия класична праця «Піротехнія» була надрукована в Венеції в 1540 і містила 10 книг, в яких йшлося про родовища, випробування мінералів, приготування металів, перегонку, військове мистецтво і феєрверки. Інший відомий трактат, «Про гірництво і металургію», був написаний Ґеорґом Аґріколою (1494—1555). Варто згадати також Йоганна Глаубера (1604—1670), голландського хіміка, творця глауберової солі.

## XVIII століття
З 1670 по 1800 хімія отримала офіційний статус у навчальних планах провідних університетів поряд з натурфілософією і медициною. У 1675 з'явився підручник Ніколи Лемері (1645—1715) «Курс хімії», який завоював величезну популярність, було опубліковано 13 його французьких видань, а крім того, його було перекладено на латину і багато інших мов. У 18 ст. в Європі створюються наукові хімічні товариства і велика кількість наукових інститутів; дослідження, що проводяться в них тісно пов'язані з соціальними і економічними потребами суспільства. З'являються хіміки-практики, що займаються виготовленням приладів і отриманням речовин для промисловості.

### Теорія флогістону
У творах хіміків другої половини 17 ст. велика увага приділялася тлумаченням процесу горіння. За уявленнями давніх греків, все, що може горіти, містить в собі елемент вогню, який вивільняється при відповідних умовах. У 1669 німецький хімік Йоганн Йоахім Бехер (1635—1682) спробував дати раціоналістичне пояснення горючості. Він передбачив, що тверді речовини складаються з трьох видів «землі», і один з видів, названий ним «жирною землею», прийняв на себе «можливість горючості».

Символ флогістону, який запропонував Торберн Бергман

Послідовник Бехера, німецький хімік і лікар Георг Ернст Шталь (1659—1734), трансформував концепцію «жирної землі» в узагальнену доктрину флогістону — «першоелемента горючості». За Шталем, флогістон — це деяка субстанція, що міститься у всіх горючих речовинах і вивільняється при горінні. Шталь стверджував, що корозія металів подібна до горіння дерева. Метали містять флогістон, а іржа (окалина) вже не містить флогістону. Це давало прийнятне пояснення і процесу перетворення руд у метали: руда, вміст флогістону в якій незначне, нагрівається на деревному вугіллі, багатому флогістоном, і останній переходить в руду. Вугілля ж перетворюється на попіл, а руда в метал, багатий флогістоном. До 1780 теорія флогістону була прийнята хіміками майже повсюдно, хоч і не відповідала на дуже важливе питання: чому залізо при корозії стає важчим, хоч флогістон з нього випаровується? Хімікам XVIII ст. ця суперечність не здавалася такою важливою; головне, на їх думку, було пояснити причини зміни зовнішнього вигляду речовин.

### Пневматична хімія
Недоліки теорії флогістону найбільш ясно виявилися в період розвитку пневматичної хімії. Найбільшим представником цього напряму був Роберт Бойль: він не тільки відкрив газовий закон, що носить тепер його ім'я, але і сконструював апарати для збирання повітря. Хіміки отримали найважливіший засіб для виділення, ідентифікації і вивчення різних «повітрь». Важливим кроком був винахід англійським хіміком Стівеном Хейлзом (1677—1761) «пневматичної ванни» на початку XVIII ст. — приладу для вловлювання газів, що виділяються при нагріванні речовини, в судину з водою, опущену вгору дном у ванну з водою.
Пізніше за Хейлза і Генрі Кавендіш (1731—1810) встановили існування деяких газів («повітрь»), відмінних за своїми властивостями від звичайного повітря. У 1766 Кавендіш систематично досліджував газ, що утворюється при взаємодії кислот з деякими металами, пізніше названий воднем. Великий внесок у вивчення газів вніс шотландський хімік Джозеф Блек (1728—1799). Він зайнявся дослідженням газів, що виділяються при дії кислот на луги. Блек встановив, що мінерал карбонат кальцію при нагріванні розкладається з виділенням газу і утворює вапно (оксид кальцію). Газ (вуглекислий газ — Блек назвав його «пов'язаним повітрям»), що виділився можна було знову з'єднати з вапном і отримати карбонат кальцію. Серед іншого, це відкриття встановлювало нерозривність зв'язків між твердими і газоподібними речовинами.

### Хімічна революція
Великих успіхів у виділенні газів і вивченні їх властивостей досяг Джозеф Прістлі (1733—1804) — протестантський священик, що захоплювався хімією. Поблизу Лідса (Англія), де він служив, знаходилася броварня, звідки можна було отримувати у великих кількостях «пов'язане повітря» для проведення дослідів. Прістлі виявив, що гази можуть розчинятися у воді, і спробував збирати їх не над водою, а над ртуттю. Так він зумів зібрати і вивчити оксид азоту, аміак, хлороводень, двоокис сірки. У 1774 Прістлі зробив найважливіше своє відкриття: він виділив газ, в якому речовини горіли особливо яскраво. Бувши прихильником теорії флогістону, він назвав цей газ «дефлогістрованим повітрям». Газ, відкритий Прістлі, здавався антиподом «флогістрованого повітря» (азоту), виділеного в 1772 англійським хіміком Даніелем Резерфордом (1749—1819). В «флогістрованому повітрі» миші вмирали, а в «дефлогістрованому» були вельми активним. Потрібно зазначити, що властивості газу, виділеного Прістлі, ще в 1771 описав шведський хімік Карл Вільгельм Шеєле (1742—1786), але його повідомлення через недбалість видавця друкується лише в 1777.

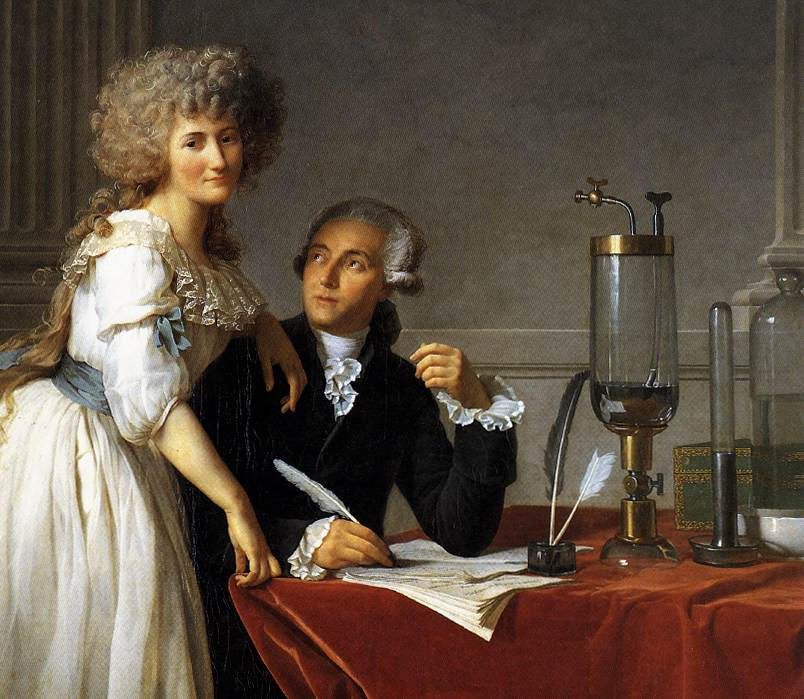
Портрет Антуана Лорана Лавуазьє та його дружини й асистентки Марії-Анни Польз

Великий французький хімік Антуан Лоран Лавуазьє (1743—1794) відразу ж оцінив значення відкриття Прістлі. 1775 року він підготував статтю, де стверджував, що повітря не проста речовина, а суміш двох газів, одне з них «дефлогістроване повітря» Прістлі Лавуазьє назвав його оксигеном, тобто «породжуючим кислоти». Другий удар по теорії елементів-стихій був нанесений після того, як з'ясувалося, що вода — це також не проста речовина, яка сполучається з ржавіючим предметами, що горять, переходить з руд в деревне вугілля і є необхідною для життя, а є продуктом з'єднання двох газів: кисню і водню. Всі ці відкриття і теорії, покінчивши з таємничими «стихіями», спричинили раціоналізацію хімії. На перший план вийшли тільки ті речовини, які можна зважити або кількість яких можна виміряти якимсь іншим способом. Протягом 1780-х років Лавуазьє у співпраці з іншими французькими хіміками Антуаном Франсуа де Фуркруа (1755—1809), Гітоном де Морво (1737—1816) і Бертолле (1748—1822) розробив логічну систему хімічної номенклатури; в ній було описано понад 30 простих речовин з вказівкою їх властивостей. Цю працю, «Метод хімічної номенклатури», було опубліковано в 1787.
Переворот в теоретичних поглядах хіміків, який стався наприкінці XVIII ст. внаслідок швидкого накопичення експериментального матеріалу в умовах панування теорії флогістону (хоч і незалежно від неї), зазвичай називають «хімічною революцією».
Михайло Ломоносов самостійно започаткував традицію хімії у Російській імперії XVIII століття; він також відкинув теорію флогістону і передбачив кінетичну теорію газів.

## XIX століття
Успіхи Лавуазьє показали, що застосування кількісних методів може допомогти у визначенні хімічного складу речовин і з'ясуванні законів їх об'єднання.

### Атомна теорія

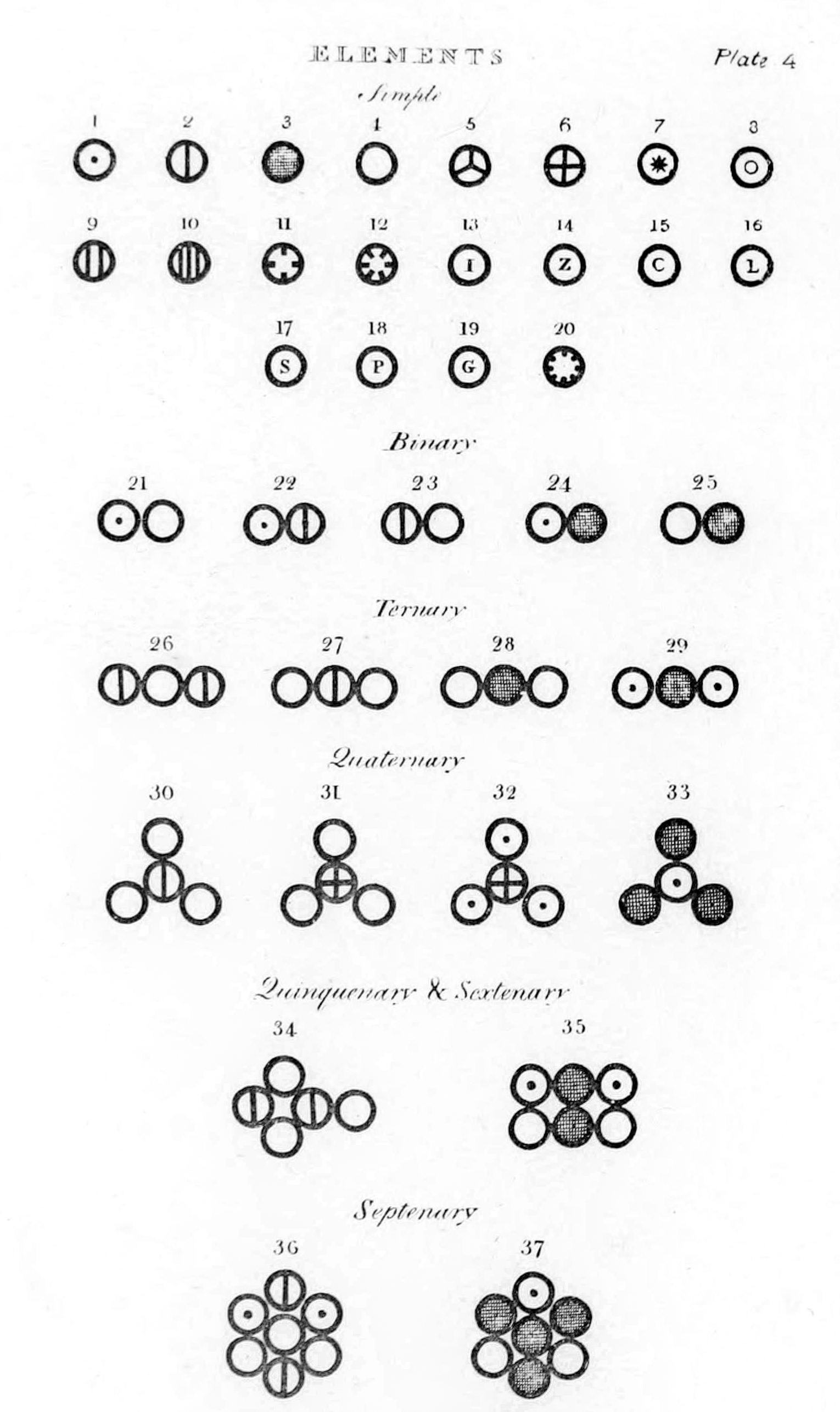
Використовувані Дальтоном позначення хімічних елементів і утворюваних ними сполук

Англійський хімік Джон Дальтон (1766—1844), подібно стародавнім атомістам, виходив з уявлення про корпускулярну будову матерії, але, засновуючись на понятті хімічних елементів Лавуазьє, вважав, що «атоми» (цей термін Дальтон зберіг із поваги до Демокріта) цього елемента однакові і характеризуються крім інших властивостей тим, що мають певну вагу, яку він назвав атомною. Дальтон виявив, що два елементи можуть сполучатися один з одним в різних співвідношеннях і кожна нова комбінація елементів призводить до нової сполуки. У 1803 ці результати були узагальнені у вигляді закону кратних відношень. У 1808 вийшла праця Дальтона «Нова система хімічної філософії», де він детально виклав свою атомну теорію. Того ж року французький хімік Жозеф Луї Люссак (1778—1850) опублікував припущення про те, що об'єми газів, які вступають у реакцію один з одним, відносяться між собою як прості кратні числа. На жаль, Дальтон не зумів побачити користі у відкритті Люссака, крім перешкоди для розробки своєї теорії, хоч ці висновки могли б стати дуже плідними у визначенні відносної атомної ваги.

### Хімічна спорідненість
Протягом всього XVII ст. хіміки, міркуючи про «спорідненість», тобто тенденцію атомів до утворення сполук, слідували ідеям Бехера і Шталя, які класифікували всі речовини відповідно до здатності реагувати зі специфічними кислотами.
Дослідження спорідненості і складу різних типів речовин пішло іншим руслом на початку XIX ст. з відкриттям нового аналітичного методу. У 1807 англійський хімік Гемфрі Деві (1778—1829) пропустив електричний струм, отриманий від батареї з 250 металевих пластин, через розплавлений карбонат калію і отримав маленькі кульки металу, згодом названого калієм, а потім таким же способом виділив з соди натрій. Деві передбачив, що хімічна спорідненість зводиться до електризації атомів при контакті. Шведський хімік Йонс Якоб Берцеліус (1779—1848) уточнив і розвинув уявлення про атом і електричну спорідненість, запропонувавши першу концепцію хімічної взаємодії — електрохімічну теорію. Берцеліус вважав, що, оскільки солі в розчині під дією електричного струму розкладаються на негативні і позитивні компоненти, то всі сполуки повинні складатися з позитивних і негативних частин радикалів (дуалістична теорія Берцеліуса). Кисень — найбільш електронегативний елемент, і ті елементи, які утворять з ним сполуки з властивостями основ, електропозитивні, а ті, які утворять речовини з кислотними властивостями, електронегативні. Згідно з цим Берцеліус отримав шкалу елементів, першим елементом якої був кисень, потім ішли сірка, азот, фосфор і т. д. з переходом через водень до натрій|натрію, калію і інших металів. До 1840-х років, однак, стало зрозуміло, що електрохімічна теорія не може пояснити існування простих двоатомних молекул (наприклад, O2 і H2) або реакцію заміщення водню (позитивна спорідненість) хлором (негативна спорідненість).

### Класифікація за атомною вагою
З часів Дальтона до 1860 в хімії не було точного визначення поняття атомної ваги. Система, основана на «еквівалентній вазі», яку запропонував англійський хімік Вільям Воластон (1766—1828) та яка спиралася на співвідношення у яких елементи могли об'єднуватися, і кожний хімік міг скласти власний список атомної ваги. Не існувало ніякої відправної точки для створення системи елементів і ніякої угоди про те, як виражати склад сполук. У 1860 на Міжнародному хімічному конгресі в німецькому Карлсруе італійський хімік Станіслао Канніццаро (1826—1910) знову повернув до життя забуту гіпотезу свого співвітчизника Амедео Авогадро (1776—1856), який, виходячи з відкриття Люссаком закону об'ємних відношень, передбачив, що рівні об'єми газів містять однакове число молекул. Канніццаро стверджував, що за допомогою гіпотези Авогадро можна розмежувати поняття «атомна вага» і «молекулярна вага» для газоподібних елементів і внести ясність в питання про атомну вагу взагалі.

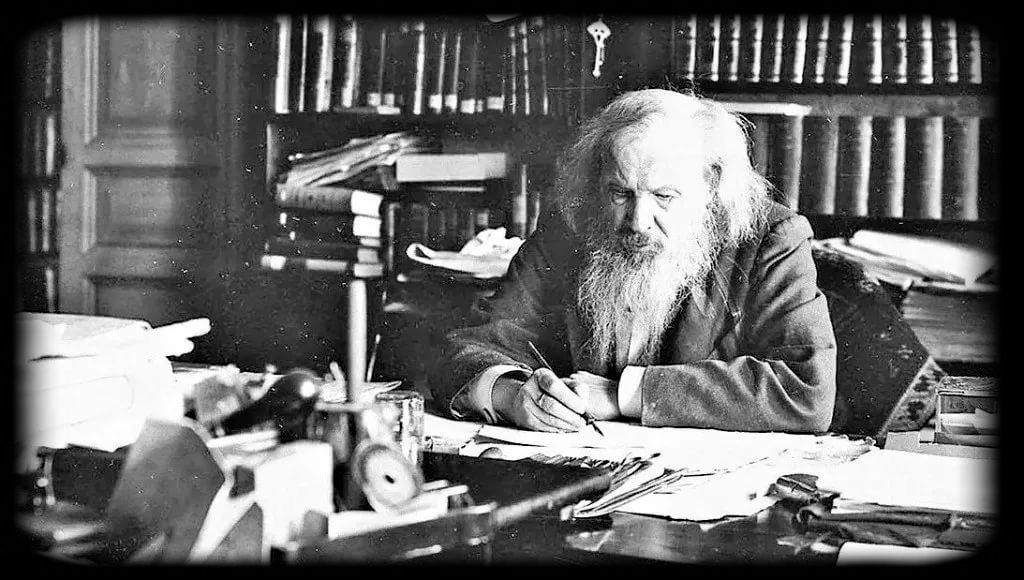
Дмитро Менделєєв

У 1869 російський хімік Дмитро Менделєєв, що був присутнім на конгресі в Карлсруе, опублікував свою періодичну таблицю. Всі відомі елементи він розташував відповідно до збільшення їх атомної ваги і розбив на періоди і групи, що відповідають зміні валентності. У таблиці були залишені пусті місця для ще невідкритих елементів. Деяким з них Менделеєв навіть привласнив назви (екабор, екаалюміній і екакремній; префікс «ека» означає «одне і те ж»). Точність періодичного закону була продемонстрована відкриттями галію у 1875, ідентичного за своїми властивостями екаалюмінію, скандію (екабору) в 1879 і германію (екакремнію) в 1886.

### Органічна хімія
Протягом всього XVIII ст. в питанні про хімічні взаємовідносини організмів і речовин вчені керувалися доктриною віталізму — вчення, що розглядало життя як особливе явище, що підкоряється не законам світобудови, а впливу особливих життєвих сил. Цей погляд був успадкований і багатьма вченими XIX ст., хоч його основи були розхитані ще в 1777, коли Лавуазье передбачив, що дихання — процес, аналогічний горінню. Перші експериментальні підтвердження єдності неорганічного і органічного світу були отримані на початку 19 ст.

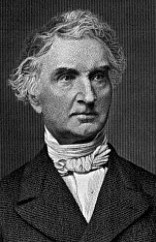
Юстус фон Лібіх

У 1828 німецький хімік Фрідріх Велер (1800—1882), нагріваючи ціанат амонію (цю сполуку відносили до неорганічних речовин), отримав сечовину — продукт життєдіяльності людини і тварин. У 1845 Герман Кольбе (1818—1884), учень Велера, синтезував оцтова кислоту з початкових елементів вуглецю, водню і кисню. У 1850-ті роки французький хімік Марселен Бертло (1827—1907) почав систематичну роботу з синтезу органічних сполук і отримав метиловий і етиловий спирти, метан, бензол, ацетилен. Систематичне дослідження природних органічних сполук показало, що всі вони містять один або декілька атомів вуглецю і багато атомів водню. Внаслідок цих досліджень німецький хімік Фрідріх Август Кекуле (1829—1896) у 1867 визначив органічну хімію як хімію сполук вуглецю.
Новий підхід до органічного аналізу був узагальнений німецьким хіміком Юстусом фон Лібіхом (1803—1873) — творцем знаменитої дослідницької і навчальної лабораторії в Гіссенському університеті. У 1837 Лібіх разом з французьким хіміком Жаном Батистом Дюма (1800—1884) уточнив уявлення про радикал як про специфічну незмінну групу атомів, що входить до складу багатьох органічних сполук (приклад радикал CH3). Стало ясно, що визначити будову великих молекул можна, лише встановивши будову певного числа радикалів.

### Теорія типів
Відкриття і виділення величезного числа складних сполук гостро поставило питання про склад їх молекул і привели до необхідності ревізувати існуючу систему класифікації. До 1840-х років вчені-хіміки усвідомили, що дуалістичні ідеї Берцеліуса застосовні тільки до неорганічних солей. У 1853 була зроблена спроба класифікувати всі органічні сполуки. Узагальнену «теорію типів» запропонував французький хімік Шарль Фредерік Жерар (1816—1856), який вважав, що об'єднання різних груп атомів визначається не електричним зарядом цих груп, а їхнім специфічними хімічними властивостями. Жерар виділив чотири основних типи атомних груп, з яких, на його думку, і складаються як органічні, так і неорганічні сполуки.

### Структурна хімія
У 1857 Кекуле, виходячи з теорії валентності (під валентністю малася на увазі кількість атомів водню, що сполучені з одним атомом цього елементу), передбачив, що вуглець чотиривалентний і тому може сполучатися з чотирма іншими атомами, утворюючи довгі ланцюги прямі або розгалужені. Тому органічні молекули стали зображати не у вигляді комбінацій радикалів, а у вигляді структурних формул атомів і зв'язків між ними. До 1860 року працями Кекуле і Бутлерова (1828—1886) було закладено основу структурної хімії, яка дозволяла пояснювати властивості речовин, виходячи з розташування атомів в їх молекулах.
У 1874 данський хімік Якоб Вант-Гофф (1852—1911) і французький хімік Жозеф Ашіль Ле Бель (1847—1930) поширили цю ідею на розташування атомів в просторі. Вони вважали, що молекули не пласкі, а об'ємні структури. Ця концепція дозволяла пояснити багато відомих явищ, наприклад просторову ізомерію, існування молекул однакового складу, але з різними властивостями. Дуже добре вписувалися в неї дані Луї Пастера (1822—1895) про ізомери винної кислоти.
До кінця XIX ст. ідеї структурної хімії були підкріплені даними, отриманими спектроскопічними методами. Ці методи дозволяли отримувати інформацію про будову молекул виходячи з їхніх спектрів поглинання. До 1900 року концепція об'ємної організації молекул складних органічних і неорганічних сполук була прийнята практично всіма вченими.

### Фізична хімія
До кінця XIX ст. з'явилися перші праці, в яких систематично вивчалися фізичні властивості різних речовин (температури кипіння і плавлення, розчинність, молекулярна вага). Початок таким дослідженням поклали Люссак і Якоб Гендрік Вант-Гофф, які показали, що розчинність солей і газів залежить від температури і тиску. У 1867 норвезькі хіміки Петер Вааге (1833—1900) і Като Максиміліан Гульдберг (1836—1902) сформулювали закон діючих мас, згідно з яким швидкість реакцій залежить від концентрацій реагентів. Використаний ними математичний апарат дозволив знайти дуже важливу величину, що характеризує будь-яку хімічну реакцію, константу швидкості.

## XX століття
З розвитком фізичних теорій про будову атомів і молекул були переосмислені такі старі поняття, як хімічна спорідненість і трансмутація. Виникли нові уявлення про будову матерії.

### Модель атома
У 1896 році Антуан Анрі Беккерель (1852—1908) відкрив явище радіоактивності, виявивши спонтанне випускання солями урану субатомних часток, а через два роки П'єр Кюрі (1859—1906) і Марія Кюрі (1867—1934) виділили два радіоактивні елементи: полоній і радій. Відкриття Фредеріка Содді (1877—1956), яке показало, що при радіоактивному розпаді відбувається перетворення одних речовин в інші, дало нове значення тому, що стародавні називали трансмутацією.

Планетарна модель атома (за Резефордом)

У 1897 Джозеф Джон Томсон (1856—1940) відкрив електрон, заряд якого з високою точністю виміряв в 1909 Роберт Міллікен (1868—1953). У 1911 Ернест Резерфорд (1871—1937), виходячи з електронної концепції Томсона, запропонував модель атома: в центрі атома знаходиться позитивно заряджене ядро, а навколо нього обертаються негативно заряджені електрони. У 1913 Нільс Бор (1885—1962), використовуючи принципи квантової механіки, показав, що електрони можуть знаходитися не на будь-яких, а на суворо визначених орбітах. Планетарна квантова модель атома Резерфорда примусила вчених по-новому підійти до пояснення будови і властивостей хімічних сполук. Німецький фізик Вальтер Коссель (1888—1956) передбачив, що хімічні властивості атома визначаються числом електронів на його зовнішній оболонці, а утворення хімічних зв'язків зумовлюється переважно силами електростатичної взаємодії.
Першою з теорій хімічного зв'язку стала концепція електровалентності Ріхарда Абеґґа (1904), заснована на ідеї про спорідненість атомів до електрона.
Американські вчені Гілберт Ньютон Льюїс (1875—1946) і Ірвінг Ленгмюр (1881—1957) сформулювали електронну теорію хімічного зв'язку. Відповідно до цих уявлень, молекули неорганічних солей стабілізуються електростатичними взаємодіями між іонами, що входять до їх складу, які утворяться при переході електронів від одного елемента до іншого (іонний зв'язок).

### Нові методи дослідження
Всі нові уявлення про будову речовини могли формуватися тільки внаслідок розвитку у XX ст. експериментальної техніки і появи нових методів дослідження. Відкриття в 1892 Іваном Пулюєм (1845—1918) Х-променів послужило основою для створення згодом методу рентгенівської кристалографії, що дозволяє визначати структуру молекул за картиною дифракції рентгенівських променів на кристалах. За допомогою цього методу була розшифрована структура складних органічних сполук інсуліну, ДНК, гемоглобіну тощо. Зі створенням атомної теорії з'явилися нові потужні спектроскопічні методи, що дають інформацію про будову атомів і молекул.

### Біохімія
Ця наукова дисципліна, що займається вивченням хімічних властивостей біологічних речовин, спочатку була одним з розділів органічної хімії. У самостійну область вона виділилася в останнє десятиріччя XX ст. внаслідок досліджень хімічних властивостей речовин рослинного і тваринного походження.
Одним з перших біохіміків був німецький вчений Еміль Фішер (1852—1919). Він синтезував такі речовини, як кофеїн, фенобарбітал, глюкозу, і зробив великий внесок в науку про ферменти білкових каталізаторів, уперше виділених в 1878.
Формуванню біохімії як науки сприяло створення нових аналітичних методів. У 1923 шведський хімік Теодор Сведберг (1884—1971) сконструював ультрацентрифугу і розробив новий метод визначення молекулярної маси макромолекул, головним чином білків. Асистент Сведберга Арне Тізеліус (1902—1971) в тому ж році створив метод електрофорезу — досконаліший метод розділення гігантських молекул, оснований на відмінності в швидкості міграції заряджених молекул в електричному полі. У 1944 англійські хіміки Арчер Мартін (1910) і Річард Сінг (1914) запропонували новий варіант методу: вони замінили трубку з адсорбентом на фільтрувальний папір. Так з'явилася паперова хроматографія — один з найпоширеніших в хімії, біології і медицині аналітичних методів, за допомогою якого наприкінці 1940-х початку 1950-х років вдалося проаналізувати суміші амінокислот, що виходять при розщепленні різних білків, і визначити склад білків. Внаслідок копітких досліджень був встановлений порядок розташування амінокислот в молекулі інсуліну (Фредерік Сенгер, 1953), а до 1964 цей білок вдалося синтезувати. Зараз методами біохімічного синтезу отримують багато гормонів лікарських засобів, вітамінів.

### Промислова хімія
Ймовірно, найважливішим етапом в розвитку сучасної хімії було створення у XIX ст. різних дослідницьких центрів, що займалися, крім фундаментальних, також прикладними дослідженнями. На початку XX ст. ряд промислових корпорацій створили перші промислові дослідницькі лабораторії. У США в 1903 була заснована хімічна лабораторія «DuPont», а в 1925 — лабораторія фірми «Bell» (Bell Labs).
Після відкриття і синтезу в 1940-х роках пеніциліну, а потім і інших антибіотиків з'явилися великі фармацевтичні фірми, в яких працювали професійні хіміки. Велике прикладне значення мали їх дослідження в області хімії високомолекулярних сполук. Одним з її основоположників був німецький хімік Герман Штаудінгер (1881—1965), що розробив теорію будови полімерів. Інтенсивні пошуки способів отримання лінійних полімерів привели в 1953 до синтезу поліетилену (Карл Ціглер, 1898—1973), а потім інших полімерів із заданими властивостями. Сьогодні виробництво полімерів — найбільша галузь хімічної промисловості.